# 민영기 (조선귀족)
민영기(閔泳綺, 1858년 음력 8월 1일 ~ 1927년 1월 6일)는 조선 말기의 정치인으로 일제강점기에 한일합방에 협조한 대가로 조선귀족 작위를 받았다. 아호는 만암(滿庵), 포암(蒲庵)이다. 본관은 여흥.

## 생애
경기도 여주에서 민준호(閔峻鎬)의 아들로 태어났고, 1879년 무과에 급제하여 관직을 시작했다. 1897년 참장에 임용되었다.
1898년 부장으로 승진하고, 군부대신에 임명되었으며, 서재필의 독립협회에 대항하는 황국협회를 결성하여 독립협회를 해산시키는 데 기여했다.
1905년 을사 조약 당시, 탁지부대신으로서 한규설과 함께 조약 체결에 반대하였다. 그러나 이후 일제에 협력하여 1908년 동양척식주식회사의 부총재가 되었고, 이왕직 장관에도 임명되었다. 1910년 한일 병합 조약이 체결된 후 조약 체결에 세운 공을 인정받아 10월 16일 일본 정부로부터 남작위를 수여 받았다.
그는 1916년 무단 통치 시기에 결성된 대정실업친목회(대표 조중응)가 1921년 문화 통치 시기에 발맞추어 조선인 위주의 친일 단체로 변신할 때 회장을 맡기도 했다. 같은 해 조선총독부 중추원의 고문에도 임명되었다. 1923년 이왕직 장관에 임명되었다. 1935년 총독부가 편찬한 《조선공로자명감》에 조선인 공로자 353명 중 한 명으로 수록되어 있다.

## 사후
2002년 발표된 친일파 708인 명단과, 2008년 민족문제연구소에서 친일인명사전에 수록하기 위해 정리한 친일인명사전 수록예정자 명단에 중추원 참의를 지낸 아들 민건식과 함께 선정되었다.
대한민국 친일반민족행위진상규명위원회가 2007년에 발표한 친일반민족행위 195인 명단에도 들어 있고, 대한민국 친일반민족행위자재산조사위원회는 2008년 2월 28일 민영기를 포함한 친일 반민족 행위자 7명 소유의 토지 총 20필지, 30만8천388m2(시가 41억원ㆍ공시지가 28억원 상당)에 대해 국가 귀속 결정을 내렸다.

## 같이 보기
- 황국협회
- 동양척식주식회사
- 대정실업친목회
- 조선총독부 중추원

## 참고자료
- 친일반민족행위진상규명위원회 (2007년 12월). 〈민영기〉 (PDF). 《2007년도 조사보고서 II - 친일반민족행위결정이유서》. 서울. 111~147쪽쪽. 발간등록번호 11-1560010-0000002-10. [깨진 링크(과거 내용 찾기)]
- 민영기(閔泳綺) - 한국학중앙연구원